# Associação Brasileira de Lésbicas, Gays, Bissexuais, Travestis, Transexuais e Intersexos
Associação Brasileira de Gays, Lésbicas, Bissexuais, Travestis, Transexuais e Intersexos (ABGLT) é uma organização brasileira criada em 31 de janeiro de 1995 com o objetivo e a missão de "promover ações que garantam a cidadania e os direitos humanos de lésbicas, gays, bissexuais, travestis, transexuais e intersexuais, contribuindo para a construção de uma sociedade democrática, na qual nenhuma pessoa seja submetida a quaisquer formas de discriminação, coerção e violência, em razão de suas orientações sexuais e identidades de gênero." A ABGLT foi criada por 31 grupos fundadores e é uma rede nacional de 274 organizações afiliadas, sendo a maior organização do gênero na América Latina.
Em 27 de julho de 2009, a ABGLT recebeu o status consultivo junto ao Conselho Econômico e Social das Nações Unidas, mediante uma votação onde recebeu 25 votos a favor e 12 contra. Com tal reconhecimento, a entidade poderá atuar na consultoria a governos, bem como perita técnica perante a ONU, colaborando com seus programas e objetivos. No início de 2009, o mesmo conselho havia rejeitado a pretensão. Em 2017, a ABGLT passa a ter uma travesti, pela primeira vez, na presidência organizacional. No mesmo ano, a organização inclui intersexo ao nome institucional, mesmo não fazendo a adição da letra "I" na inicial.

## Objetivos
Atualmente as linhas prioritárias de atuação da ABGLT incluem:
- O monitoramento do Programa Brasil Sem Homofobia;
- O combate à homofobia nas escolas;
- O combate à AIDS e outras infecções sexualmente transmissíveis;
- Orientação Sexual e Direitos Humanos no âmbito do Mercosul;
- Reconhecimento de Orientação Sexual e Identidade de Gênero como Direitos Humanos no âmbito do Mercosul;
- Advocacy para aprovação de leis e garantia de orçamento para políticas afirmativas voltadas para LGBT;
- Capacitação de lideranças lésbicas em direitos humanos e advocacy;
- A promoção de oportunidades de trabalho e previdência para travestis e transexuais;
- Capacitação de operadores de direito em questões de cidadania LGBT;
- A capacitação em projetos culturais LGBT.

Algumas destas linhas de trabalho são apoiadas por projetos específicos que são executadas pela ABGLT, através de organizações afiliadas.